# Johnny Svelto
Johnny Svelto (Black Belt Jones) è un film del 1974, diretto da Robert Clouse. Appartiene al genere blaxploitation, contaminato con i film di kung fu. Il regista Robert Clouse aveva diretto nel 1973 I tre dell'Operazione Drago, interpretato da Bruce Lee.

## Trama
Don Stefano è un mafioso che vuole impadronirsi di un terreno espropriato dal comune. Pop Byrd è un anziano afroamericano maestro di kung fu che ha una scuola nel luogo e non vuole rinunciarvi. Don Stefano manda allora i suoi scagnozzi per convincerlo, ma questi esagerano con le violenze e lo uccidono. Inoltre prendono in ostaggio Quincy, un allievo della scuola, e chiedono come riscatto 250.000 dollari.
Un uomo di Pop Byrd chiama in aiuto il poliziotto afroamericano Black Belt Jones, esperto di arti marziali. Accorre in suo aiuto anche Sidney, la figlia di Pop Byrd, una maestra di kung fu. I due irrompono nella villa di Don Stefano, requisiscono la somma di 250.000 dollari, quindi liberano Quincy.
Successivamente Black Belt Jones e Sidney bloccano Don Stefano e i suoi uomini e li posizionano dentro un camion della spazzatura, attendendo che la polizia li arresti.

## Slogan promozionali
- «He clobbers the mob, as Black Belt Jones»

## Sequel
Nel 1976 fu girato un sequel, intitolato Hot Potato, diretto da Oscar Williams.